# Râul Pârleele
Râul Pârleele este unul din cele două brațe care formează râului Chițiu. 